# 오다기리 조
오다기리 조(일본어: 小田切 譲, オダギリジョー, Joe Odagiri, 1976년 2월 16일 ~ )는 돈규 클럽 소속의 배우로 오카야마현 쓰야마시 출신이다.
2007년 12월 27일, 11살 연하의 여배우 가시이 유와의 결혼계획을 언론에 공개했다. 오다기리는 2008년에 한국 김기덕 감독의 영화 비몽 촬영을 위해 한국에 머물렀다. 2010년 10월부터 강제규 감독의 마이 웨이 촬영중. 장동건, 판빙빙 등과 함께 출연했다. 2011년 2월에 득남. 아이의 프라이버시를 위하여 상세 출생일은 공개하지 않았다.

## 내력·개요

### 배우 데뷔까지
- 쓰야마 시립 쓰야마 히가시 소학교 시절, 그룹 '지초카초' 멤버인 개그맨 고모토 준이치와 동급생이었다고 한다.
- 사쿠요 고등학교 졸업 후, 고치 대학 이과부에 합격하자마자 자퇴했다. 휴먼 국제대학 기구 오사카 학교에서 영어를 배워 미국으로 건너가 캘리포니아 주립대학교 프레즈노 캠퍼스 연극과에 입학. 오다기리 조는 원래 영화감독 지망생었지만, 입학원서에 지원학과를 잘못 표기('drama'라는 단어를 보고 영화관련 과라고 착각)하는 바람에 자신의 의지와 상관 없이 연기를 공부하게 됐다고 한다. 2년을 다닌 뒤 대학을 휴학하고 귀국하였으며, 이후 도쿄 배우 양성소를 거쳐 1999년 연극《DREAM OF PASSION》을 통해 배우로 데뷔한다.
- '小田切 譲'가 본명이며, 이름을 한자가 아닌 가타카나(オダギリジョー)로 표기하는 이유는 '譲(조)'를 '유즈루'로 잘못 읽는 경우가 많아서라고 한다.

### 잘생긴 주인공에서 연기파 배우로
- 2000년, TV 아사히에서 방송된 《가면라이더 쿠우가》의 주인공, 고다이 유스케(五代雄介, ごだい ゆうすけ)역을 맡았다.
- 이후, 텔레비전 드라마, 연극, 영화, TV광고 등 광범위한 분야에서 활동하였다. 영화 첫 주연을 맡은, 2003년에 공개된 영화 《밝은 미래》가 일본 영화 프로페셔널 대상에서 작품상을 수상. 오다기리는 이 작품으로 남우주연상을 수상하고, 영화계의 주목을 받게된다.
- 2004년데 공개된 영화 《피와 뼈》에서는 비트 다케시가 연기한 '재일한국인' 김준평의 아들이라 주장하는 남자인 '다케시'를 연기했다. 출연장면은 짧았지만, 영화 속에서 큰 존재감을 보여 같은 해의 일본의 영화상의 남우조연상을 받았다. 또, 2005년 공개된 영화 《오페레타 너구리 저택》에서는 장쓰이와 함께 연기하기도 했다. 《메종 드 히미코》에서는 시바사키 코우가 연기한 히로인의 아버지와 동성애 연인 관계인, 게이라는 어려운 역할을 연기하여 작년에 이어 남우주연상을 받았다. 그리고 이케맨 히어로에서 연기파 배우로의 착실한 변신을 이루었다.
- 위에서 언급한 바와 같이 미국에 살았던 적이 있는 오다기리는 영어 회화에서 일상영어를 자연스럽게 구사한다. 2006년 공개된 영화 《BIG RIVER》에서는 전편에 걸쳐 영어 대사를 매끄럽게 소화했다.

### 영화감독으로서
- 배우로서 확고한 위치를 가지고 있는 오다기리는 원래 영화감독이 되기를 원하여, 기회가 있을 때마다 직접 메가폰을 잡고 단편 영화를 제작하고 있다. 그러나 오다기리가 연출한 영화는 현재 공개된 것이 없다.

### 버라이어티와 오다기리
- 《가면라이더 쿠우가》 출연 시부터 출연 후 사이 잠시 동안은 《비밀의 폭소 대문제》의 고정 출연자를 맡는 등, 버라이어티 방송에서도 적극적으로 활동했다. 《춤추어라! 산마 저택!!》에서는 자신의 옛날 연애에 얽힌 이야기를(이듬해, 다른 방송에서 아카시야 산마과 함께 연기했을 때, 오다기리 본인은 그 때의 일을 이야기했는데, 오다기리의 이야기를 마음에 들어한 산마가 그 후 몇 번이나 오다기리에게 그 이야기를 해 "정말 두려웠다"는 이야기를 한 적이 있다.) 하였으며, 《다운타운 DX》에서는 미국에서의 대학생활에 관한 에피소드를 공개하기도 했다. 그 덕에 해당 방송에 사회자들(아카시야 산마나 다운타운)과 아직도 친분이 두텁다.
- 2000년 12월부터 3년간, BS 후지의 정보 버라이어티 방송 《주간 BS 디지털 매거진》에서 배우인 아베 미호코와 함께 고정 진행을 맡았다. 개그맨으로서 막 시작한 아오키 사야카나 마쓰다 다이후(도쿄 다이너마이트)와 함께 연기했다. 매회 특이하고 기발한 의상을 입고 출연해, 개그센스를 발휘하면서 '배우' 이상의 재능을 가지고 있다는 평을 듣기도 했다.
- 오다기리를 담당했던 아메이크 아티스트에게 추천받아, 2006년 1월 11일에 방송된 버라이어티 방송 《오라의 샘》에서 게스트로 출연했다.
- 현재는 연기에 집중하고 있어, 버라이어티 방송 출연은 많지 않다. 그래서 예전에 오다기리가 출연했던 여러 방송 영상이 팬들에게 귀중한 영상자료가 되고 있다.
- 개그 콤비 지초가초의 고모토 준이치가 다니고 있던 소학교에 오다기리가 전학을 왔으며, 두 사람은 같은 학교를 나온 동급생이다. 고모토는 오다기리와의 나름 친분이 있었다고 밝히면서, 전학 온 곳의 지리에 익숙치 않은 오다기리를 알려주곤 했었다는 이야기를 했지만 오다기리는 "그런 일은 없었다."라고 부인한다. 연락이 끊어진 적도 있었지만 계속 서로를 의식하고 있었던 고모토·오다기리 두 사람은 각자의 업계에서 두각을 나타내며 잦은 방송, 영화 활동 등을 펼치고 있다. 현재 둘은 열흘에 한 번 정도 E-Mail로 소식을 주고 받는 사이다.

### 패션
- 기자회견이나 인터뷰 등, 공식석상에서 오다기리는 대담하고 개성적인 패션으로 주목받는다. 현재도 패션 관련 잡지 표지에 자주 등장하고 있으며, 패션과 관련된 유명한 에피소드가 많다.
  - 2005년에 개최된 제28회 일본 아카데미상에서는 과감하게 '반쪽 모히칸'스타일을 선보여 최우수조연남우상의 수상을 더 빛나게 했다. 이듬해의 수상식에서는 수여자로 등장했는데, 작년보다 더욱 과감해진, 마치 자다 일어나 헝클어진 머리모양 같은 부스스한 머리로 등장해 주목을 받기도 했다. 최우수조연남우상을 획득한 즈쯔미 신이치가 대답 대신 "수상해서 기쁜 것보다 네(오다기리 조) 얼굴, 왜 그래!?"라고 말해, 회장 전체가, 뒤집어지기도 했다. 2년 연속으로 주목받은 오다기리 조의 패션은 일본 아카데미상의 또 하나의 볼거리였다.(즈쯔미와는 TV 드라마 《비기너》에서 경연).
  - 칸느 영화제에서 턱시도를 팔에 감고 레드카펫을 걸어, 관계자들을 놀라게 했다. 오다기리 조는 "사실은 상의를 벗고 싶었지만, 벗었다간 시상식에 들어가지 못할 것 같았다"라고 이야기한 에피소드도 있다.

### 오다기리와 가면 라이더
가면 라이더 쿠우가 출연은 오다기리 조의 인지도를 높이는 계기가 됐다. 그러나 가면 라이더 쿠우가의 '이케맨 히어로 붐'을 일으킨 장본인임에도 불구하고, 여러 미디어에서 "기획사에서 시켜, 어쩔 수 없이 쿠가의 오디션을 봤다", "변신해서 싸우는 영웅은 기분 나쁘다", "쿠우가에 출연하지 않겠냐는 제의를 받았을 때 오퍼를 배우를 그만둘까 죽을까 고민했다." 등의 발언으로 물의를 빚기도 했다.
"라이더를 연기하는 연기자가 라이더를 반드시 좋아할 필요는 없다", "내가 그 캐릭터를 마음에 들어하든 그렇지 않든 간에, 어쨌든 최선을 다해 연기했다", "자신이 주인공으로 출연한 시리즈에도 불구하고 예의가 없다", "쿠우가 팬인 어린이들이 이 발언을 들으면 어떻게 생각하겠느냐" 등 오다기리 조의 발언에 대한 논란이 거세게 일었다. 오다기리 조는 이후, '쿠우가 출연 당시의 이미지에서 벗어나기 힘들다. 이미지를 탈피하고 싶다'는 등, 그 이후 비슷한 역할을 연기하는 것을 피하는 경향을 보였다.
덧붙여, 오다기리는 "쿠우가의 스탭은 존경한다."라고도 이야기하여, 프로듀서였던 다카데라 시게노부에 따르면, 오다기리와 다카데라의 사이는 지금도 이어지고 있다. 또, 2005년 잡지 《빅터 업》의 인터뷰에서 쿠가 출연의 계기를 질문받은 오다기리는 아래와 같은 취지의 대답을 하였다.
- 쿠우가의 전년도에도 있던 특촬방송의 오디션을 봤다. 하지만 본인은 변신 영웅이나 특촬에 대한 혐오감이 강해, 심사위원에게 "자신은 본격적인 연기를, 본격적인 연기가 하고 싶어 공부 중이므로 영웅 방송에 나오기 싫다" 등, 특촬영웅물을 비하하는 발언을 반복하였기에, 이제 이런 이야기는 오지 않으리라 생각하였다. 그러나 사무소에서의 명령이 있어, 쿠우가의 오디션에 갔다.
- 불만을 가지면서도 명령에 따르는 이유는, 그 전년의 오디션 때 만나 그 재능에 반해 이 사람이라면 함께 일하고 싶다고 생각했다 하는 도에이의 프로듀서(이름이 지적되지 않았으나, 내용에서 다카데라를 가리키는 것이라 생각된다. 다카데라는 이전의 일에 대해서도 현장에 있었고, 오다기리의 발언이 사실임을 인정하고 있다)가 참가하고 있음을 알았기 때문이라고 한다.
- 오디션 후, 그 프로듀서에게서 함께 이 방송을 만들고 싶다하고 대단히 열심히 설득당한 게 결정타였다.
- 자신은 “이 역을 자신이 연기하면 어찌 될까”라고 말한 흥미를 가진 작품의 오퍼를 받는 타입이라 생각한다. 되돌려 보면, 쿠우가/고다이 유스케라고 하는 캐릭터는 그러한 매력을 느낀 것이고, 자신의 역자로서의 자세는 당시부터 일관하고 있었다하고 생각할 때도 있다.

오다기리는 특촬 영웅이 싫은게 아니라 특촬 영웅에 집착하는 어른, 즉 특촬 오타쿠가 싫은 것이다. 위의 내용의 발언은 그러한 이유에서라고 주장하는 팬도 있다. 근거로서 쿠우가 종료후에 출연한 NHK의 모 토크 방송에서의 발언으로, "쿠우가 촬영 중, 스테프는 모두 좋은 것을 만든다고 진지하게 작품과 마주하고 있다", "하지만 그걸 이해못한 사람들이 여러 가지 참견했다", "그게 아주 화가 났다."라고 발언하였다. 같은 쿠우가의 작풍을 싫어한 특촬 팬의 행동에, 오다기리의 특촬로의 이미지를 최악으로 만들었다고 하는 설도 있다. 그러나 이러한 설은 확실한 원자료가 없어, 대신 오다기리 본인의 공식 발언을 모순하기 때문에, 어디까지나 소문 수준이다.
덧붙여, 1화와 2화 사이에 있는 특촬TV 컴프리션 방송에서는 회견에서 신방송의 내용을 들었을 때 “21세기의 고양이형 로봇이 주인공인…” 등을 말하거나(이쪽은 잡지 등에서도 유명), 꽁트같이 드라마에서 남자 연예인에게서 뺨에 키스를 받는 등의 장난도 있으나, 객관적으로 봐도 껄렁한 언동으로 베풀고 하고 있다.

## 출연

### 영화
- 《금융부식열도 주바쿠》 ― (2000년 · 하라다 마사오 감독)
- 《플라토닉 섹스》 ― (2001년 · 마쓰우라 마사코 감독)
- 《목하의 연인》 ― (2002년 · 쓰지 히토나리 감독)
- 《밝은 미래》 ― (2003년 · 구로사와 기요시 감독/주연)
- 《밝은 미래 구로사와 기요시》 (2003년 · 후지 켄지로 감독/주연)
- 《아즈미》 ― (2003년 · 기타무라 류헤이 감독)
- 《HAZARD》 ― (2003년 · 소노 시온 감독/주연)
- 《이 세상의 밖으로~ 클럽 진주군》 ― (2004년 · 사카모토 준지 감독/주연)
- 《피와 뼈》 ― (2004년 · 사이 요이치 감독)
- 《박치기!》 ― (2005년 · 이즈쓰 가즈유키 감독)
- 《인 더 풀》 ― (2005년 · 미키 사토시 감독/주연)
- 《오페레타 너구리 저택》 ― (2005년 · 스즈키 세이준 감독/주연)
- 《인투 어 드림》 ― (2005년 · 소노 시온 감독)
- 《메종 드 히미코》 ― (2005년 · 이누도 잇신 감독/주연)
- 《시노비》 ― (2005년 · 시모아먀 덴 감독/주연)
- 《SCRAP HEAVEN》 ― (스크랩 헤븐)(2005년 · 이상일 감독/주연)
- 《THE 우초텐 호텔》 ― (2006년 · 미타니 고키 감독)
- 《BLACK KISS》 ― (2006년 · 데즈카 마코토 감독)
- 《BIG RIVER》 ― (2006년 · 후나하시 아츠시 감독/주연)
- 《유레루》 ― (2006년 · 니시카와 미와 감독/주연)
- 《파빌리온 산초어》 ― (2006년 · 토미나가 마사노리 감독/주연)
- 《절규》 ― (2006년 · 구로사와 기요시 감독)
- 《충사》 ― (2007년 · 오토모 가츠히로 감독/주연)
- 《오다기리 조의 도쿄 타워》 (2007년 · 마쓰오카 조지 감독/주연)
- 《새드 베케이션》 ― (2007년 아오야마 신지 감독)
- 《텐텐》 ― (2007년 · 미키 사토시 감독/주연)
- 《타미오의 행복》 ― (2008년 · 이와마츠 료 감독/주연)
- 《비몽》 - (2008년· 김기덕 감독/주연)
- 《플라스틱 시티》 - 2008년 · 유릭와이 감독/주연)
- 《랑재기》 - (2009년 · 티엔·주앙주앙 (전장장) 감독/주연)
- 《공기인형》 - (2009년 · 고레에다 히로카즈 감독)
- 《진짜로 일어날지도 몰라 기적》 - (2011년 · 고레에다 히로카즈 감독)
- 《마이 웨이》 - (2011년 · 강제규 감독/주연)
- 《풍산개》 - (2011년 · 전재홍 감독)
- 《배를 엮다》 - (2012년 · 이시이 유우야 감독)
- 《리얼 ~완전한 수장룡의 날~》 - (2012년 · 구로사와 기요시 감독)
- 《미스터 고》 - (2013년 · 김용화 감독)
- 《인류자금》 - (2013년 · 사카모토 준지 감독)
- 《갈증》 - (2014년 · 나카시마 테츠야 감독)
- 《심야식당》 - (2015년) : 코구레 역
- 《행복 목욕탕》 - (2016년)
- 《호박과 마요네즈》 - (2017년) : 하기오 역
- 《인간, 공간, 시간 그리고 인간》 - (2017년)
- 《에르네스토》 - (2017년)
- 《더 화이트 걸》 - (2017년)
- 《작은 영웅 - 게와 달걀과 투명인간》 - (2018년)
- 《당신은 믿지 않겠지만》 - (2021년)
- 《고독한 미식가 더 무비》 - (2025년 · 마츠시게 유타카 감독/주연) : 산세리테 점주 역 (특별출연)

### TV 드라마
- 가면라이더 쿠우가 ― (2000년 주연, TV 아사히)
- OL 비주얼계 2nd Season ― (2001년, TV 아사히)
- 질투의 향기 ― (2001년, TV 아사히)
- 여름의 임금님 ― (2001년, NHK)
- 첫체험 ― (2002년, 후지 TV)
- 사랑의 바로 앞, 사랑의 곁 ― (2002년, TV 아사히)
- 사토라레 ― (2002년, TV 아사히)
- 천체관측 ― (2002년, 후지 TV)
- 얼굴 ― (2003년, 후지 TV)
- 사탕수수밭의 노래 ― (2003년, TBS)
- 우리들은 모두 살아간다 ― (2003년주연, TV 아사히)
- 비기너 ― (2003년, 후지 TV)
- 신선조! ― (2004년, NHK 대하 드라마)
- 해협을 건너는 바이올린 ― (2004년, 후지 TV)
- 기분 안 좋은 진 ― (2005년, 후지 TV)
- 신선조!! 히지카타 토시조 최후의 날 ― (2006년, NHK)
- 시효경찰 ― (2006년주연, TV 아사히)
- 돌아온 시효경찰 ― (2007년주연, TV 아사히)
- 나의 여동생 ― (2009년, TBS)
- 심야식당 ― (2009년, MBS)
- 아타미의 수사관 - (2010년주연, TV아사히)
- 심야식당 시즌2 - (2011년, MBS)
- 가족의 노래 - (2012년주연, 후지 TV)
- 대공항 (2013. 후지)
- S 최후의 경관 (2014.TBS)
- 앨리스의 가시 (2014.TBS)
- 리버스엣지 오가와바타 탐정사무소 (2014. 테레비도쿄)
- 극악간보 (2014. 후지)
- 경세제민의 남자 (2015)
- 꿈을 주다 (WOWOW TV)(2015)
- 과자의 집 (TBS,2015)
- 증쇄를 찍다 (TBS,2016)

### OVA
- i -wish you were here- ― 2001년 / 성우 주인공 타미야 유지

### 나레이션
- 세계유산 제 3대 나레이터 ― (2005년 10월 ~ 2006년 3월, TBS)
- 호시노 미치오 알래스카 별같은 이야기<星野道夫 アラスカ 星のような物語 思索編 夏~秋> ― (감수편 · 사색편 · 희망편, 2006년 8월 2일 DVD 발매)

### CM
- 닌텐도 포켓몬 미니 ― (2001년)
- 군제 YG-X ― (2003년)
- 기린 비버렌지 우롱차 ― (2003년)
- 소니 MD 워크맨/사운드 게이트 ― (2003년)
- 파워드콤 포인트 ― (2003년)
- 다카라주조 스킷슈 ― (2004년)
- 로토 제약의 안약 · 로트Zi 시리즈 ― (2004년~2005년)
- 아사히 음료 와카무샤 ― (2005년)
- 호유 Men's Beauteen ― (2002년~)
- 라이프 카드 ― (2004년 4월~)
- 후지쯔 F902i (2005년 12월~) ― F902iS(2006년 6월~)
- 모리나가 세이카 위더 in 제리 ― (2006년 4월~)
- 아사히카세이 사란 랩 ― (2006년 4월~)

### 연극
- DREAM OF PASSION ― 1999년
- Runner ― 1999년
- SLAPSTICKS ― 2003년

## 음악

### 싱글
- 《체리 더 더스트맨》(일본어: チェリー・ザ・ダストマン(2006년 8월23일)
  - 멋대로 해＋오다기리 조 명의. “멋대로 해” 등의 코러보레이션 작. 오다기리가 보컬 ＆ 프로듀스를 담당하고, 커플링곡으로는 기타도 공개하고 있다.
- 《“t”》 (2000년 11월 18일)
  - “t”, 하늘을 날 때, 하늘을 날 때(Remix: 도치기 “Cherry” 데쓰야 & 고이즈미 이치로), “t”(Plugged) 수록.

### 앨범
- 《BLACK》, 《WHITE》 - 2006년 10월 4일)

### 그 외
- 엄마가 가르쳐주는 노래 《메종 드 히미코》(2005년8월24일)
  - 공식사이트에는, Mother's Song / Vocal: Joe Odagiri with chor of the "La Maison de Himiko”라고 기재되어 있으나, CD수록곡에는 오다기리의 목소리는 거의 안들린다.
- 사랑하는 탄산수, 고금화가(古今和歌), 영봉·카이라스야마의 라라바이 《오페레타 너구리 저택 오리지널 사운드 트랙》(2005년 5월 11일 발매)
  - “사랑하는 탄산수,” “고금화가”는 장쯔이와 듀엣. “영봉 · 카이라스야마의 라라바이”는 솔로.
- “悲しくてやりきれない” 《박치기!(사운드 트랙)》(2005년 1월19일)
  - 풀버전으로 수록.

## 서적
- 오다기리 조 스웨터북 ― (2000년 일본 보그사)
- 실사 - 오다기리 조 사진집 ― (2000년 비브로스)
- 오다기리즘 ― (2001년 미술 출판사)

## 수상 경력
- 2003년
  - 일본 영화 프로페셔널 대상: 주연남우상 - 《밝은 미래》
- 2004년
  - 엘란도르상: 신인상
  - 일본 아카데미상: 신인배우상 - 《아즈미》
  - 다카사키 영화제: 최우수주연남우상 - 《밝은 미래》
  - 일간 스포츠 영화대상: 이시하라 유지로 신인상 - 《피와 뼈》
- 2005년
  - 도쿄 스포츠 영화대상: 최우수조연남우상 - 《피와 뼈》
  - 마이니치 영화 콩쿠르: 남우조연상 - 《이 세상 밖으로 클럽 진주군》』, 《피와 뼈》
  - 키네마 준보 베스트10: 조연남우상 - 《피와 뼈》
  - 블루리본상: 조연남우상 - 《이 세상 밖으로 클럽 진주군》, 《피와 뼈》
  - 일본 아카데미상: 최우수조연남우상 - 《피와 뼈》
  - 요코하마 영화제: 주연남우상 - 《메종 드 히미코》, 《스크랩 헤븐》, 《시노비》, 《오페레타 너구리 저택》
- 2006년
  - 키네마 준보 베스트 10: 주연남우상 - 《메종 드 히미코》, 《오페레타 너구리 저택》, 《시노비》 등.
  - 일본 영화 프로페셔널 대상: 주연남우상 - 《메종 드 히미코》, 《스크랩 헤븐》

## 같이 보기
- 양석일